# Élections cantonales de 1928 dans la Mayenne
 (juin 2023).
La mise en forme du texte ne suit pas les recommandations de Wikipédia : il faut le « wikifier ».
Les points d'amélioration suivants sont les cas les plus fréquents :
- Les titres sont pré-formatés par le logiciel. Ils ne sont ni en capitales, ni en gras.
- Le texte ne doit pas être écrit en capitales (les noms de famille non plus), ni en gras, ni en italique, ni en « petit »…
- Le gras n'est utilisé que pour surligner le titre de l'article dans l'introduction, une seule fois.
- L'italique est rarement utilisé : mots en langue étrangère, titres d'œuvres, noms de bateaux, etc.
- Les citations ne sont pas en italique mais en corps de texte normal. Elles sont entourées par des guillemets français : « et ».
- Les listes à puces sont à éviter, des paragraphes rédigés étant largement préférés. Les tableaux sont à réserver à la présentation de données structurées (résultats, etc.).
- Les appels de note de bas de page (petits chiffres en exposant, introduits par l'outil «  Source ») sont à placer entre la fin de phrase et le point final[comme ça].
- Les liens internes (vers d'autres articles de Wikipédia) sont à choisir avec parcimonie. Créez des liens vers des articles approfondissant le sujet. Les termes génériques sans rapport avec le sujet sont à éviter, ainsi que les répétitions de liens vers un même terme.
- Les liens externes sont à placer uniquement dans une section « Liens externes », à la fin de l'article. Ces liens sont à choisir avec parcimonie suivant les règles définies. Si un lien sert de source à l'article, son insertion dans le texte est à faire par les notes de bas de page.
- La présentation des références doit suivre les conventions bibliographiques. Il est recommandé d'utiliser les modèles {{Ouvrage}}, {{Chapitre}}, {{Article}}, {{Lien web}} et/ou {{Bibliographie}}. Le mode d'édition visuel peut mettre en forme automatiquement les références.
- Insérer une infobox (cadre d'informations à droite) n'est pas obligatoire pour parachever la mise en page.

Pour une aide détaillée, merci de consulter Aide:Wikification.
Si vous pensez que ces points ont été résolus, vous pouvez retirer ce bandeau et améliorer la mise en forme d'un autre article.
Les élections cantonales françaises de 1928 ont lieu les 14 et 21 octobre 1928.

## Composition

### Le président
Le président est Eugène Jamin, réélu président le 1er octobre 1930.

### Les vice-présidents
Le 1er octobre 1930 les vice-présidences sont ainsi distribuées :
- Ferdinand Le Pelletier[2], 1er vice-président ;
- Alphonse Janvier[3], 2e vice-président.

### Les secrétaires
- François Brisard[4] ;
- Jacques Duboys-Fresney[5]

## Résultats pour le conseil général

### Arrondissement de Laval

#### Canton d'Argentré
|                      | François Brisard * | URD      | 1 137 |  |  |  |
|                      |                    |          |       |  |  |  |
| Inscrits             | Inscrits           | Inscrits | 1 638 |  |  |  |
| Votants              | Votants            | Votants  | 1 227 |  |  |  |
| Exprimés             |                    |          |       |  |  |  |
| * Conseiller sortant |                    |          |       |  |  |  |

#### Canton d'Evron
|                      | Henri Cavellet de Beaumont * | Rad. Ind. | 1 125 |  |  |  |
|                      | Henri Rossignol              |           | 799   |  |  |  |
|                      |                              |           |       |  |  |  |
| Inscrits             | Inscrits                     | Inscrits  | 2 586 |  |  |  |
| Votants              | Votants                      | Votants   | 2 226 |  |  |  |
| Exprimés             |                              |           |       |  |  |  |
| * Conseiller sortant |                              |           |       |  |  |  |

#### Canton de Meslay-du-Maine
|          | Ernest Mazure * | URD      | 1 538 |  |  |  |
|          |                 |          |       |  |  |  |
| Inscrits | Inscrits        | Inscrits | 2 309 |  |  |  |
| Votants  | Votants         | Votants  | 1 676 |  |  |  |
| Exprimés |                 |          |       |  |  |  |

#### Canton de Montsûrs
|                      | Léon Bouëssé * | URD-Républicain | 1 124 |  |  |  |
|                      |                |                 |       |  |  |  |
| Inscrits             | Inscrits       | Inscrits        | 1 469 |  |  |  |
| Votants              | Votants        | Votants         | 1 170 |  |  |  |
| Exprimés             |                |                 |       |  |  |  |
| * Conseiller sortant |                |                 |       |  |  |  |

#### Canton de Sainte-Suzanne
|                      | Édouard Schmitt * | Rép. de G. | 1 251 |  |  |  |
|                      |                   |            |       |  |  |  |
| Inscrits             | Inscrits          | Inscrits   | 1 732 |  |  |  |
| Votants              | Votants           | Votants    | 1 368 |  |  |  |
| Exprimés             |                   |            |       |  |  |  |
| * Conseiller sortant |                   |            |       |  |  |  |

### Arrondissement de Château-Gontier

#### Canton de Bierné
|                      | Louis-Marie de Quatrebarbes * | Conservateur | 1 026 |  |  |  |
|                      |                               |              |       |  |  |  |
| Inscrits             | Inscrits                      | Inscrits     | 1 781 |  |  |  |
| Votants              | Votants                       | Votants      | 1 224 |  |  |  |
| Exprimés             |                               |              |       |  |  |  |
| * Conseiller sortant |                               |              |       |  |  |  |

#### Canton de Château-Gontier
|                      | Jacques Duboys-Fresney * | URD      | 2 493 |  |  |  |
|                      |                          |          |       |  |  |  |
| Inscrits             | Inscrits                 | Inscrits | 4 458 |  |  |  |
| Votants              | Votants                  | Votants  | 2 493 |  |  |  |
| Exprimés             |                          |          |       |  |  |  |
| * Conseiller sortant |                          |          |       |  |  |  |

#### Canton de Grez-en-Bouère
| Candidats            | Candidats        | Étiquette | Premier tour | Premier tour | Deuxième tour | Deuxième tour |
| Candidats            | Candidats        | Étiquette | Voix         | %            | Voix          | %             |
| -------------------- | ---------------- | --------- | ------------ | ------------ | ------------- | ------------- |
|                      | Charles Rousseau | URD       | 1 125        |              |               |               |
|                      | Victor Gazon *   |           | 617          |              |               |               |
|                      |                  |           |              |              |               |               |
| Inscrits             | Inscrits         | Inscrits  | 2 190        |              |               |               |
| Votants              | Votants          | Votants   | 1 788        |              |               |               |
| Exprimés             |                  |           |              |              |               |               |
| * Conseiller sortant |                  |           |              |              |               |               |

### Arrondissement de Mayenne

#### Canton de Bais
|                      | Alphonse Janvier * | Rép. de G. | 1 590 |  |  |  |
|                      |                    |            |       |  |  |  |
| Inscrits             |                    |            |       |  |  |  |
| Votants              |                    |            |       |  |  |  |
| Exprimés             |                    |            |       |  |  |  |
| * Conseiller sortant |                    |            |       |  |  |  |

#### Canton de Couptrain
|                      | Jean Chaulin-Servinière * | Rad. Ind. | 1 515 |  |  |  |
|                      |                           |           |       |  |  |  |
| Inscrits             |                           |           |       |  |  |  |
| Votants              |                           |           |       |  |  |  |
| Exprimés             |                           |           |       |  |  |  |
| * Conseiller sortant |                           |           |       |  |  |  |

#### Canton du Horps
|                      | Edmond Leblanc * | URD      | 1 155 |  |  |  |
|                      |                  |          |       |  |  |  |
| Inscrits             | Inscrits         | Inscrits | 2 289 |  |  |  |
| Votants              | Votants          | Votants  | 1 752 |  |  |  |
| Exprimés             |                  |          |       |  |  |  |
| * Conseiller sortant |                  |          |       |  |  |  |

#### Canton de Lassay-les-Châteaux
|                      | Dr Fernand Boëda * | URD      | 1 027 |  |  |  |
|                      |                    |          |       |  |  |  |
| Inscrits             | Inscrits           | Inscrits | 1 570 |  |  |  |
| Votants              | Votants            | Votants  | 1 267 |  |  |  |
| Exprimés             |                    |          |       |  |  |  |
| * Conseiller sortant |                    |          |       |  |  |  |

#### Canton de Pré-en-Pail
|                      | Gustave Buat * | Rad. Ind. | 1 324 |  |  |  |
|                      |                |           |       |  |  |  |
| Inscrits             |                |           |       |  |  |  |
| Votants              |                |           |       |  |  |  |
| Exprimés             |                |           |       |  |  |  |
| * Conseiller sortant |                |           |       |  |  |  |

#### Canton de Villaines-la-Juhel
|                      | Lucien Néré | Rép. de G. | 1 471 |  |  |  |
|                      |             |            |       |  |  |  |
| Inscrits             |             |            |       |  |  |  |
| Votants              |             |            |       |  |  |  |
| Exprimés             |             |            |       |  |  |  |
| * Conseiller sortant |             |            |       |  |  |  |

## Élection partielle durant le mandat
Il y a eu plus élections partielles durant ce mandat à la suite des décès d'Alphonse Janvier, d'Henri Cavellet de Beaumont, Lucien Néré, le marquis de Quatrebarbes.
| Candidat et parti politique | Candidat et parti politique | Candidat et parti politique | Premier tour | Premier tour | Second tour | Second tour |
| Candidat et parti politique | Candidat et parti politique | Candidat et parti politique | Voix         | %            | Voix        | %           |
| --------------------------- | --------------------------- | --------------------------- | ------------ | ------------ | ----------- | ----------- |
|                             | Charles Mille               | Rad. Soc.                   | 1179         |              |             |             |
|                             | René Janin                  |                             | 901          |              |             |             |
|                             |                             |                             |              |              |             |             |
| Inscrits                    | Inscrits                    | Inscrits                    | 2621         |              |             |             |
| Abstentions                 |                             |                             |              |              |             |             |
| Votants                     | Votants                     | Votants                     | 2114         |              |             |             |
| Blancs et nuls              |                             |                             |              |              |             |             |
| Exprimés                    |                             |                             |              |              |             |             |

| Candidat et parti politique | Candidat et parti politique | Candidat et parti politique | Premier tour | Premier tour | Second tour | Second tour |
| Candidat et parti politique | Candidat et parti politique | Candidat et parti politique | Voix         | %            | Voix        | %           |
| --------------------------- | --------------------------- | --------------------------- | ------------ | ------------ | ----------- | ----------- |
|                             | René Dubel                  | URD                         | 1064         |              |             |             |
|                             |                             |                             |              |              |             |             |
| Inscrits                    | Inscrits                    | Inscrits                    | 1538         |              |             |             |
| Abstentions                 |                             |                             |              |              |             |             |
| Votants                     | Votants                     | Votants                     | 1226         |              |             |             |
| Blancs et nuls              | Blancs et nuls              | Blancs et nuls              | 107          |              |             |             |
| Exprimés                    |                             |                             |              |              |             |             |

| Candidat et parti politique | Candidat et parti politique | Candidat et parti politique | Premier tour | Premier tour | Second tour | Second tour |
| Candidat et parti politique | Candidat et parti politique | Candidat et parti politique | Voix         | %            | Voix        | %           |
| --------------------------- | --------------------------- | --------------------------- | ------------ | ------------ | ----------- | ----------- |
|                             | Dr Charles Antoine          | Rép. de G.                  | 1258         |              |             |             |
|                             | François-Alexandre Métairie | URD                         | 987          |              |             |             |
|                             |                             |                             |              |              |             |             |
| Inscrits                    | Inscrits                    | Inscrits                    | 2392         |              |             |             |
| Abstentions                 |                             |                             |              |              |             |             |
| Votants                     | Votants                     | Votants                     | 2049         |              |             |             |
| Blancs et nuls              |                             |                             |              |              |             |             |
| Exprimés                    |                             |                             |              |              |             |             |

| Candidat et parti politique | Candidat et parti politique | Candidat et parti politique | Premier tour | Premier tour | Second tour | Second tour |
| Candidat et parti politique | Candidat et parti politique | Candidat et parti politique | Voix         | %            | Voix        | %           |
| --------------------------- | --------------------------- | --------------------------- | ------------ | ------------ | ----------- | ----------- |
|                             | Dr Joseph Palaux            | URD                         | 1258         |              |             |             |
|                             | Vannier                     | Radical                     | 823          |              |             |             |
|                             |                             |                             |              |              |             |             |
| Inscrits                    |                             |                             |              |              |             |             |
| Abstentions                 |                             |                             |              |              |             |             |
| Votants                     |                             |                             |              |              |             |             |
| Blancs et nuls              |                             |                             |              |              |             |             |
| Exprimés                    |                             |                             |              |              |             |             |

## Sources
- La Mayenne, 16 octobre 1928